# Монако на пісенному конкурсі Євробачення
Монако брало участь у Пісенному конкурсі Євробачення 24 рази з 1959 по 2006 роки щорічно, за винятком 1980—2003 років. Уперше країна перемогла у 1971 році. 2-е місце Монако здобуло у 1962, а 3-є у 1960, 1964 і 1976 роках.

## Учасники
Умовні позначення
     Переможець
     Друге місце
     Третє місце
     Четверте місце
     П'яте місце
     Останнє місце
     Автоматичний фіналіст
     Не пройшла до фіналу
     Не брала участі
| Рік                               | Виконавець                       | Пісня                                  | Фінал                      | Фінал                      | Півфінал       | Півфінал       |
| Рік                               | Виконавець                       | Пісня                                  | Місце                      | Бали                       | Місце          | Бали           |
| --------------------------------- | -------------------------------- | -------------------------------------- | -------------------------- | -------------------------- | -------------- | -------------- |
| 1959                              | Jacques Pills                    | «Mon ami Pierrot»                      | 11                         | 1                          | Без півфіналів | Без півфіналів |
| 1960                              | François Deguelt                 | «Ce soir-là»                           | 3                          | 15                         | Без півфіналів | Без півфіналів |
| 1961                              | Colette Deréal                   | «Allons, allons les enfants»           | 10                         | 6                          | Без півфіналів | Без півфіналів |
| 1962                              | François Deguelt                 | «Dis rien»                             | 2                          | 13                         | Без півфіналів | Без півфіналів |
| 1963                              | Françoise Hardy                  | «L'amour s'en va»                      | 5                          | 25                         | Без півфіналів | Без півфіналів |
| 1964                              | Romuald                          | «Où sont-elles passées»                | 3                          | 15                         | Без півфіналів | Без півфіналів |
| 1965                              | Marjorie Noël                    | «Va dire à l'amour»                    | 9                          | 7                          | Без півфіналів | Без півфіналів |
| 1966                              | Téréza                           | «Bien plus fort»                       | 17                         | 0                          | Без півфіналів | Без півфіналів |
| 1967                              | Minouche Barelli                 | «Boum-Badaboum»                        | 5                          | 10                         | Без півфіналів | Без півфіналів |
| 1968                              | Line & Willy                     | «À chacun sa chanson»                  | 7                          | 8                          | Без півфіналів | Без півфіналів |
| 1969                              | Jean Jacques                     | «Maman, Maman»                         | 6                          | 11                         | Без півфіналів | Без півфіналів |
| 1970                              | Dominique Dussault               | «Marlène»                              | 8                          | 5                          | Без півфіналів | Без півфіналів |
| 1971                              | Séverine                         | «Un banc, un arbre, une rue»           | 1                          | 128                        | Без півфіналів | Без півфіналів |
| 1972                              | Peter McLane і Anne-Marie Godart | «Comme on s'aime»                      | 16                         | 65                         | Без півфіналів | Без півфіналів |
| 1973                              | Marie                            | «Un train qui part»                    | 8                          | 85                         | Без півфіналів | Без півфіналів |
| 1974                              | Romuald                          | «Celui qui reste et celui qui s'en va» | 4                          | 14                         | Без півфіналів | Без півфіналів |
| 1975                              | Sophie                           | «Une chanson c'est une lettre»         | 13                         | 22                         | Без півфіналів | Без півфіналів |
| 1976                              | Mary Christy                     | «Toi, la musique et moi»               | 3                          | 93                         | Без півфіналів | Без півфіналів |
| 1977                              | Michèle Torr                     | «Une petite française»                 | 4                          | 96                         | Без півфіналів | Без півфіналів |
| 1978                              | Caline і Olivier Toussaint       | «Les jardins de Monaco»                | 4                          | 107                        | Без півфіналів | Без півфіналів |
| 1979                              | Laurent Vaguener                 | «Notre vie c'est la musique»           | 16                         | 12                         | Без півфіналів | Без півфіналів |
| Не брали участь у 1980-2003 роках |                                  |                                        |                            |                            |                |                |
| 2004                              | Maryon                           | «Notre planète»                        | Не вдалося кваліфікуватися | Не вдалося кваліфікуватися | 19             | 10             |
| 2005                              | Lise Darly                       | «Tout de moi»                          | Не вдалося кваліфікуватися | Не вдалося кваліфікуватися | 24             | 22             |
| 2006                              | Séverine Ferrer                  | «La Coco-Dance»                        | Не вдалося кваліфікуватися | Не вдалося кваліфікуватися | 21             | 14             |
| Не бере участь з 2007-2023 роках  |                                  |                                        |                            |                            |                |                |

## Статистика голосувань (1975—2006)

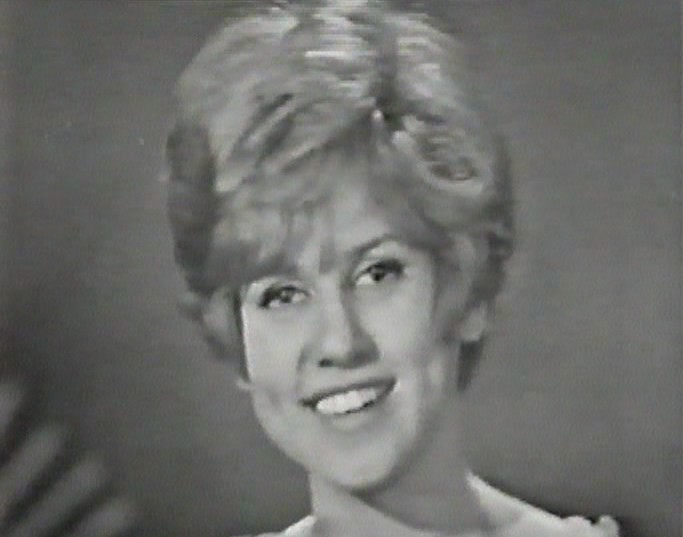
Marjorie Noël — учасниця Євробачення від Монако 1965 року

### Монако найбільше віддало очок
| Місце | Країна          | Очок |
| ----- | --------------- | ---- |
| 1     | Франція         | 53   |
| 2     | Велика Британія | 42   |
| 3     | Німеччина       | 32   |
| 4     | Ізраїль         | 31   |
| 5     | Греція          | 27   |
| =     | Швейцарія       | 27   |

### Монако найбільше отримало очок від
| Місце | Країна          | Очок |
| ----- | --------------- | ---- |
| 1     | Франція         | 45   |
| 2     | Італія          | 33   |
| 3     | Велика Британія | 24   |
| 4     | Німеччина       | 23   |
| 5     | Швеція          | 22   |

### Монако найбільше отримало очок у півфіналі від
| Місце | Країна  | Очок |
| ----- | ------- | ---- |
| 1     | Франція | 18   |
| 2     | Андорра | 17   |
| 3     | Кіпр    | 4    |
| 4     | Молдова | 2    |